# The Heart of Dixie
«The Heart of Dixie» es una canción country escrito por Brett James, Troy Verges y Caitlyn Smith, e interpretada por la cantante estadounidense Danielle Bradbery. Fue lanzado el 16 de julio de 2013, su sencillo debut después de ser coronada como la ganadora de la cuarta temporada de The Voice, y el primer sencillo de su álbum debut homónimo Danielle Bradbery.

## Video musical
El video musical fue dirigido por Shane Drake y se estrenó 23 de septiembre de 2013. El video musical comienza con Bradbery llegar al hueco de la mariposa junto con sus amigos. Hay escenas en las que el Dixie empaque sus cosas y salir a la carretera. Bradbery finalmente se encuentra con un Dixie mayor que es el dueño del hueco de la mariposa.

## Rendimiento en las listas
«The Heart of Dixie» debutó en el número 60 en Estados Unidos Billboard Country Airplay para la semana del 27 de julio de 2013. La canción ha vendido 292 000 copias en Estados Unidos a partir de enero de 2014.
| Listas (2013-2014)                 | Mejor posición |
| ---------------------------------- | -------------- |
| Canadá (Canada Country)            | 46             |
| Canadá (Canadian Hot 100)          | 60             |
| Estados Unidos (Billboard Hot 100) | 58             |
| Estados Unidos (Country Airplay)   | 12             |
| Estados Unidos (Hot Country Songs) | 16             |